# Переток (Калинковичский район)
Переток (бел. Ператок) — деревня в Калинковичском районе Гомельской области Беларуси. В составе Липовского сельсовета.

## География

### Расположение
В 45 км на северо-восток от Калинкович, 7 км от железнодорожного разъезда Плудим (на линии Жлобин — Калинковичи), 127 км от Гомеля.

### Гидрография
На севере и западе мелиоративные каналы.

## Транспортная сеть
Транспортные связи по просёлочной, затем автомобильной дороге Гомель — Лунинец. Планировка состоит из почти прямолинейной улицы, близкой к меридиональной ориентации, к центру которой с востока присоединяется короткая улица. Застройка деревянная усадебного типа.

## История
По письменным источникам известна с XVIII века как деревня в Мозырском повете Минского воеводства Великого княжества Литовского. В 1737 году в поместье Липов. После 2-го раздела Речи Посполитой (1793 год) в составе Российской империи. В 1834 году владение Горватов. В 1908 году в Карповичской волости Речицкого уезда.
В 1931 году организован колхоз имени Н. М. Голодеда, работали ветряная мельница, кузница, начальная школа (в 1935 году 56 учеников). Во время Великой Отечественной войны в мае 1943 года оккупанты сожгли 76 дворов и убили 37 жителей. 49 жителей погибли на фронте. Согласно переписи 1959 года в составе колхоза имени С. М. Кирова (центр — деревня Мироненки).

## Население

### Численность
- 2004 год — 50 хозяйств, 77 жителей.

### Динамика
- 1795 год — 11 дворов.
- 1834 год — 15 дворов, 94 жителя.
- 1897 год — 20 дворов, 217 жителей (согласно переписи).
- 1908 год — 45 дворов, 266 жителей.
- 1940 год — 78 дворов, 377 жителей.
- 1959 год — 316 жителей (согласно переписи).
- 2004 год — 50 хозяйств, 77 жителей.